# Таємниця старого лісу (фільм, 1993)
«Таємниця старого лісу» (італ. Il segreto del bosco vecchio) — італійський фантастичний драматичний фільм 1993 року режисера Ерманно Ольмі, заснований на однойменній казці Діно Буццаті.

## Сюжет
Полковник у відставці Себастяно Проколо (Паоло Вілладжо) живе в маленькому дерев'яному будинку в безмежних горах, біля густого лісу, який називається «Старий ліс». Власником земель, разом з «Старим лісом», є його молодий онук Бенвенуто (Рікардо Заннантоніо), який ще навчається в школі-інтернаті. Щоб збагатитися, полковник має намір знищити всі дерева та здатний вчинити будь-яке зло, навіть знищити свого онука.
Полковник дає наказ нищити багатовікові дерева, відкидаючи чутки про те, що в них живуть казкові невидимі дивні істоти. Ці оповіді він вважає «казками». Але поступово магія лісу захоплює його пересохле серце, і Себастяно Проколо починає вірити в реальність цих легенд настільки, що намагається поневолити одну з цих сил лісу — вітер Маттео.

## Ролі виконують
- Паоло Вілладжо — полковник Себастяно Проколо
- Джуліо Броджі[it] — Бернарді
- Рікардо Заннантоніо — Бенвенуто Проколо

## Навколо фільму
- Місця для фільмування були обрані в природному заповіднику Сомадіда[it] поблизу Ауронцо-ді-Кадоре в провінції Беллуно, в регіоні Венето, в гірських районах між Ауронцо-ді-Кадоре, альпійським перевалом Три Хрести[it] і Комеліко-Суперіоре, особливо в районі Вальґранде.
- Будинок, у якому жив полковник Себастяно Проколо, був спеціально побудований сценаристом Енріко Ольдоїні посеред лісу над перевалом Трьох Хрестів[it] у Доломітових Альпах, а потім його розібрали.[1]

## Нагороди
- 1994 Премія Давида ді Донателло[2]:
  - за найкращу операторську роботу[it] — Данте Спінотті[it]
- 1994 Премія «Золота хлопавка» італійського журналу «Чяк»[it]:
  - найкращому операторові[it] — Данте Спінотті[it]
- 1994 Премія «Срібна стрічка» Італійського національного синдикату кіножурналістів:
  - найкращому акторові — Паоло Вілладжо